# Ignacio del Valle Medina
Ignacio del Valle Medina es un activista mexicano, más conocido por ser líder de la rebelión civil de San Salvador Atenco (2001-2006). Nació en San Salvador Atenco, Estado de México, el 31 de julio de 1955. Es el menor de 8 hermanos. Su padre, Luis del Valle fue campesino y carnicero.

## Antecedentes familiares e infancia
De la línea paterna, se sabe que su abuelo Longinos del Valle perforaba pozos para riego de cultivos de la región de Texcoco.
En 1929, su tío Odilón del Valle agrupó a los comuneros de San Salvador Atenco para exigir a los terratenientes de la Hacienda Grande las parcelas donde sus padres habían trabajado. Este levantamiento campesino llevó a que el presidente de México de entonces, Pascual Ortiz Rubio, les entregara títulos de propiedad.
Luis del Valle, padre de Ignacio, se benefició en este proceso también, con una parcela que dedicó a la siembra de maíz y fríjol. Posteriormente puso un molino y una carnicería. Con ello financió los estudios de seis hijas y dos hijos. Ignacio cursó la primaria y la secundaria y en la década de 1970 estudió en el CCH Naucalpan. Una de sus hermanas fue normalista y otra, médico.
Luis del Valle fungió además como síndico procurador y formó parte del comisariado ejidal de San Salvador.

## Juventud
Según el periodista Luis Hernández Navarro, en el CCH Naucalpan, Ignacio del Valle tuvo conocimiento de las guerrillas del Che Guevara, Lucio Cabañas, Genaro Vázquez y Ho Chi Minh, lo que aumentó su interés por involucrarse en los problemas sociales de su comunidad.
Después del CCH inició estudios de sociología en la UNAM, pero no terminó la carrera. Posteriormente fundó en su pueblo, junto con otras personas, un grupo de apoyo comunitario y se dedicó a la alfabetización de gente adulta, así como a impulsar la apertura de primarias, una secundaria, una preparatoria abierta y una biblioteca popular. Según reporte de Luis Hernández Navarro, cuando algún vecino sin recursos requería de hospitalización, Ignacio y su grupo la financiaban organizando donaciones de sangre propia o de conocidos.

## Organizaciones y gestoría sociales
En 1976 protestó en compañía de otros habitantes de la región de Texcoco y como parte de la organización Habitantes Unidos de San Salvador Atenco (HAUSA), en contra de los incrementos a los impuestos catastrales efectuados por el gobierno del estado de México.
Según Luis Hernández Navarro, habiendo ganado la confianza de muchos atenquenses, él y sus compañeros de organización obtuvieron de los gobiernos municipales y estatales servicios básicos para la comunidad y enfrentaron, con éxito variable, las altas tarifas de energía eléctrica de la Comisión Federal de Electricidad, expropiaciones de terrenos, construcción de carreteras sobre tierras ejidales y el trasvase de los acuíferos de Atenco a la Ciudad de México.
En los 80s se integró al «Frente Popular Regional de Texcoco» y en los 90s, al «Frente Popular del Valle de México». En 1994 se declaró seguidor de las causas del «Ejército Zapatista de Liberación Nacional» (EZLN). Posteriormente vino el período del «Frente de Pueblos Unidos por la Defensa de las Tierras» (FPDT), del cual es líder hasta la fecha y en algún momento se integró al movimiento «La Otra Campaña», también neozapatista.

## 2001 y 2002: Defensa del ejido y desafío al gobierno de Vicente Fox
Según señala el periodista Emilio Fernández, «“la presentación en sociedad” en los planos nacional e internacional de Ignacio del Valle y del FPDT fue en diciembre de 2001, luego de que el gobierno del presidente [de México] Vicente Fox [de signo panista] publicó [el 22 de octubre de 2001] los decretos de expropiación de más de 5 mil hectáreas de la región de Texcoco para la construcción del aeropuerto alterno de la Ciudad de México». La región incluye a los municipios de San Salvador Atenco y Chimalhuacán y el propio Texcoco, pero la carga más importante en hectáreas era sobre Atenco.
Para la expropiación, Vicente Fox invocó causas de utilidad pública. Ciertos actores enfatizaron la creación de empleos temporales e indirectos que «por los miles» se derivarían de la construcción del aeropuerto, pero otros se opusieron a abandonar sus tierras. La construcción del aeropuerto dividió las opiniones y a la propia HAUSA. Algunos ejidatarios lucharon en favor del proyecto, otros, liderados por Ignacio del Valle, decidieron luchar contra él.

### Crítica a Vicente Fox
Un crítico del gobierno federal señala que Fox «jamás se empolvó las botas para averiguar la realidad de Atenco, al que condenaba a la desaparición con la expropiación de 3 mil hectáreas, mientras a los otros municipios les quitaban unas cuantas; humilló a los lugareños con absurdos comparativos de producción agrícola, menospreciando su batalla cotidiana contra el salitre; ignoró que Atenco era un importante señorío desde la época precolombina y su ancestral apego a la tierra; intentó defraudarlos al ofrecer siete pesos por metro cuando tenían presupuestado 65; fue también Fox quien los empujó a salir de Atenco para tomar las calles de la Ciudad de México y levantar sus machetes en el Zócalo [la plaza central de la capital de México], los días 1 y 29 de noviembre de 2001, en imágenes que le dieron la vuelta al mundo».

### Crítica a Ignacio del Valle
Según voces críticas de la actuación de Ignacio del Valle, estas tierras salitrosas no tenían remedio y venderlas era lo correcto, pero del Valle cometió el error de escuchar a agitadores de la Ciudad de México y a políticos mexiquenses del llamado grupo Hank. Este grupo político, surgido en los setenta del siglo XX en torno a la figura del político mexiquense Carlos Hank González, habría impulsado inicialmente el proyecto para lucrar con tierras adquiridas previamente, pero posteriormente se confrontó con Fox y aliados de otro grupo político mexiquense debido a modificaciones al proyecto de aeropuerto original, que ponían en desventaja de valor a los terrenos que el grupo Hank había comprado anteriormente con información confidencial. Según esta versión, fue este pleito entre políticos, más que la propia movilización de Del Valle y sus compañeros, el que habría llevado a Fox a dejar caer la construcción del aeropuerto. Otra crítica a del Valle se relaciona con la retención de funcionarios y su sometimiento a severas intimidaciones, que se comenta más a fondo en otras partes de este artículo.

### Hechos
El día 30 de noviembre, un juez otorgó la primera suspensión contra la expropiación del ejido San Miguel Tocuila. El 4 de diciembre se interpuso una controversia constitucional contra la expropiación firmada por los municipios de Texcoco, Acolman y el Gobierno del DF, con lo que el caso fue llevado a la Suprema Corte de Justicia de la Nación. El 27 de diciembre, ejidatarios de Atenco pusieron barricadas para impedir la entrada de la policía y el 30, declararon a Atenco «municipio en rebeldía» y proclamaron «alerta máxima» en la zona ante el posible inicio de las obras del aeropuerto. Después continuaron realizando marchas en la Cd. de México y bloqueos carreteros.
A mediados del 2002, del Valle y su gente «confiscaron» cuatro vehículos y tomaron momentáneamente como rehenes a once empleados de la Compañía de Luz y de otra empresa, que trabajaba en las tierras en conflicto; impidieron los avalúos de sus terrenos y emplazaron a Fox a un debate público. El día 11 de julio, durante un acto del gobernador del Estado de México, se registró un enfrentamiento con la policía estatal del que resultaron varios heridos, entre ellos un ejidatario, que murió posteriormente. La policía detuvo a los líderes del FPDT, a lo que los ejidatarios destruyeron vehículos y autos patrulla, además de tomar como rehenes a varios funcionarios públicos en demanda de la liberación de sus compañeros, que lograron finalmente, para continuar con las protestas.
Finalmente, el 1 de agosto de 2002, la Presidencia de la República dio marcha atrás al proyecto y anunció que «dada la negativa de las comunidades ejidales» a vender sus tierras, se iniciaban los trámites para dejar sin efecto los decretos expropiatorios. Fuentes señalan que, al suspender el gobierno federal la construcción del aeródromo en Texcoco, Ignacio del Valle consiguió el reconocimiento de muchos, pero también el encono de otros, dentro y fuera de San Salvador Atenco.

## 2003 a 2005: Años de activismo acrecentado
El 18 de agosto de 2003, tras meses de lo que se ha caracterizado como acecho y presión policiaca al FPDT y de acciones de parte del mismo como impedir un proceso electoral local el 6 de julio anterior, el Frente y la autoridad llegaron «a un acuerdo político, vinculante para los tres niveles de gobierno, en el que se les reconoce el carácter de promotores sociales en la región. Los ejidatarios mantienen viva la movilización y se solidarizan con otros movimientos» Esto se consiguió mediante la firma de un acuerdo político entre las partes, en el que estableció por escrito que «Los Gobiernos Estatal y Federal se comprometen a no ejercer ningún tipo de acción jurídica en contra de los activistas y organizaciones sociales que participaron durante el movimiento por la defensa de la tierra». Con esto, el FPDT obtenía aparentemente para su actividad regional un reconocimiento formal de las autoridades, junto con la exoneración de las causas jurídicas que se habían disparado en su contra en 2001 y 2002.

### Crítica al FDTP
Por otra parte, José Luis Magaña y Roberto Acevedo, funcionarios públicos de la zona en 2006, señalan que cada vez que había un problema con alguno de los miembros del Frente de Pueblos, los «macheteros» prácticamente asfixiaban la región con el cierre de vialidades y si eso no funcionaba, secuestraban o retenían, como se quiera ver, a funcionarios públicos. Relatan tres casos: uno relacionado con el transporte de Santa Catarina, que llevó a que entraran con uso de violencia al palacio municipal de Texcoco, otro por el desalojo de un vendedor de tamales del centro de Texcoco y uno relacionado con la demanda de apoyo a una escuela de discapacitados. En este último caso, explican, tomaron como rehenes a un funcionario municipal y a otro estatal, los golpearon, les colocaron cohetones en el cinturón y rociaron gasolina en sus pantalones. «“Si no hacen lo que queremos no hay negociación”, eran sus argumentos, se sentían invencibles por lo del aeropuerto y hacían lo que querían».
Después de la incursión policiaca de 2006 en Atenco, reporteros entrevistaron a miembros de la comunidad atenquense acerca de Del Valle y ésta se mostró dividida en torno al personaje y su labor en esos años. Varios de los habitantes de Atenco reconocieron el valor de su lucha, en particular por la posesión de la tierra, pero condenaron las acciones posteriores, considerándolas excesivas. La queja repetida de algunos fue que en el movimiento y acciones del FPDT «hubo mucha gente de fuera, venía mucha gente que no era de acá». Del Valle y su movimiento atraían activistas de otras regiones del país a los mítines y bloqueos de carreteras organizados en la zona y la vida cotidiana en el pueblo sufría frecuentes disrupciones. Para otros, el sumarse de los ejidatarios a otras causas del mismo tipo y viceversa, es un proceso natural. Especialmente fuerte era la relación con el movimiento neozapatista antes mencionado, «La Otra Campaña».

## 2006: Represión en Texcoco y Atenco y arresto de Ignacio del Valle

### Antecedentes

#### “Retenciones” / “secuestros”
Además del caso ya mencionado de julio del año 2002, cuando tomaron rehenes para evitar que se construyera en Atenco el aeropuerto alterno a la Ciudad de México, el 8 de febrero de 2006, Rosendo Rebolledo Montiel, director general de Gobierno en la región de Texcoco, Estado de México fue, según se quiera ver, retenido o secuestrado por muchas horas en las oficinas del comisariado ejidal de San Salvador Atenco por el FPDT, como una medida de presión para la liberación de uno de sus miembros, Arturo López Frutero, quien enfrentaba un proceso penal en la cárcel de «Molino de Flores» de Texcoco, acusado de primero de fraccionar terrenos de manera ilegal y luego de violación.
En entrevista, Rebolledo declaraba que «en el tiempo que he estado aquí con la gente del Frente he sido tratado bien […] Yo siento que es gente que está luchando por lo que ellos creen que es justo». Sin embargo, este es uno de los funcionarios a los que la gente de Del Valle, según versiones, habían rociado de gasolina con la amenaza de ponerles fuego.
El 6 de abril de ese mismo año los atenquenses retuvieron a cinco funcionarios de la Secretaría de Educación, para protestar por la inasistencia del secretario estatal del ramo, Isidro Muñoz, a una reunión para determinar los programas a aplicar en la comunidad.

#### Solidaridad con el movimiento neozapatista “La Otra Campaña”
El martes 25 de abril, el FPDT recibe a «La Otra Campaña» en San Salvador Atenco, presidida por el subcomandante «Marcos» del EZLN. Allí, el Frente hace pública su adhesión a la Sexta Declaración de la Selva Lacandona y a La Otra Campaña, movimiento pacífico que busca la organización y el apoyo entre grupos de resistencia contra el gobierno mexicano.
El artículo Disturbios de Atenco de 2006 presenta, además de una breve reseña de los hechos del 3 y 4 de mayo en Atenco y los que les siguieron, otros aspectos de la relación del FPDT con La Otra Campaña.
Una fuente zapatista señala que además de La Otra Campaña, en los hechos de Atenco se encontraban en solidaridad con los atenquenses y el zapatismo organizaciones sindicales, políticas y sociales como FPR, el STRM, la Unión de Juristas de México, JRA, el MUT, el FTPJSIMSS, el POS; instituciones de educación superior, como la Universidad Autónoma de Chapingo, la Universidad Nacional Autónoma de México, la Universidad Autónoma de la Ciudad de México; colectivos como Colmena, Radio Pacheco, Video Reforma, Zona Rosa, José de Molina, Machetearte, Centro de Medios Libres, y organismos no gubernamentales, como la Comisión Independiente de Derechos Humanos de Morelos; organizaciones de los cuales salieron, además de los propios atenquenses y zapatistas los detenidos, heridos y desaparecidos, así como el fallecido Alexis Benhumea, en el operativo.

#### Floristas
Durante 16 años, durante la cosecha, los floricultores de los pueblos del valle de Texcoco habían bajado a la cabecera municipal para instalarse en las aceras del centro histórico, y en particular a un costado del mercado “Belisario Domínguez”. Higinio Martínez Miranda, presidente municipal perredista de Texcoco en el trienio 2003-2006, puso en marcha un programa de reordenamiento urbano que, entre otras cosas, quería poner fin a esta práctica.
En 2006, Martínez dejó su cargo para iniciar una campaña para diputado y quedó en su lugar como interino a Nazario Gutiérrez Martínez, quien consideraba indispensable la reubicación de los floricultores, bajo el mencionado programa. También se ha relacionado la reubicación con el desalojo de un terreno para la construcción de un Walmart. Algunos aceptaron, pero otros, adherentes al FPDT, se negaron a perder su punto de venta, al considerar que era un espacio socialmente ganado.
A principios de abril, para impedir que los floristas pusieran sus puestos, Gutiérrez rodeó el mercado de efectivos de policía local, a los que se sumarían posteriormente elementos de policía estatal armados de escudo y tolete. Por tal motivo, el 12 y 20 de abril se registraron enfrentamientos entre agentes de la policía municipal (de signo perredista) y estatal (de signo priísta) y los vendedores de flores. En el primero, los policías fueron acusados de robar mercancía y los floristas dejaron en mal estado cinco patrullas de la policía local. En el segundo, más de 1000 efectivos tomaron por asalto el interior del mencionado mercado, golpeando a mujeres y ancianos entre otros. Finalmente, el 2 de mayo, los floristas, bajo el liderazgo de Rodolfo Cuéllar e Ignacio del Valle como gestor, se reunieron con varios funcionarios estatales y municipales, entre ellos Eugenio Alonso Chombo, Director Regional de Gobierno del Estado de México (Zona Oriente), quien prometió gestionar el retiro de la fuerza pública del lugar de conflicto, cosa que quedó registrada en video. Del Valle advirtió a los funcionarios públicos que los floristas llegarían a las 4 a. m. del día siguiente a vender.

### Hechos del 3 de mayo. Arresto de Ignacio del Valle y otros
Pero en la madrugada, la fuerza pública seguía rodeando el mercado e impedía a los locatarios ocupar el interior. Alrededor de las 7 a. m. se iniciaron los golpes entre la policía y los floristas (que según versiones en ese momento solo eran ocho) y sus simpatizantes, derivando en una abierta confrontación armada. La fuerza pública usó toletes, escudos y gases lacrimógenos y el grupo de floristas, simpatizantes texcocanos y miembros del FPDT, piedras y machetes, con 15 lesionados en total de ambos bandos y 3 detenidos.
Alrededor de las 8:30 a. m., Ignacio del Valle, Felipe Álvarez, Rodolfo Cuéllar y compañeros, un total de alrededor de 40 personas, se refugiaron en el domicilio de este último. La vivienda, en la que se atendía a lesionados y de donde habían salido en la madrugada los floristas y atenquenses, fue rodeada por 300 policías antimotines estatales, a los que se sumaron 200 más en el transcurso del día. Según el diario La Jornada, durante varias horas, los atrincherados intentaron comunicarse con diversas autoridades, sin éxito. Alrededor de las 5:15 p. m. fueron desalojados con gases lacrimógenos. Se produjeron entre 28 y 40 arrestos, según versiones, incluyendo el de Del Valle. Los arrestados sufrieron golpizas que fueron calificadas de brutales. Reporteros y fotógrafos también fueron agredidos a golpes. Mientras tanto, al correr las primeras noticias, militantes atenquenses del FPDT habían buscado a la Secretaría de Gobierno del Estado de México para que se dejara salir a del Valle y su gente del encierro. Pese a que había fuerzas estatales participando en la acción, la misma contestó que no tenía injerencia en el asunto y que la situación era competencia exclusiva del ayuntamiento de Texcoco. En protesta, alrededor de 150 atenquenses iniciaron, a las 11 a. m. del mismo día, un bloqueo de la carretera federal Texcoco-Lechería.
Poco después, ocurrió la muerte de Francisco Javier Cortes Santiago, lugareño de 14 años «por disparo de bala de calibre de 38 milímetros, como las utilizadas por la policía», sin que hasta ahora se haya castigado a un culpable. Tras esto hubo una escalada de la violencia. Varios policías fueron tomados rehenes, uno de ellos brutalmente golpeado por los lugareños, hecho ampliamente divulgado por diversos medios. Posteriormente una parte de ellos fueron liberados y los heridos entregados a la Cruz Roja.
El resto del día continuaron los enfrentamientos, con hasta 800 pobladores por hasta 700 policías, con el uso de macanas y escudos, escopetas de sal, gases lacrimógenos desde un helicóptero y armas de fuego por parte de la policía y vallas de llantas ardiendo, machetes, piedras, bombas molotov, cohetones y cañones de pólvora llenos de grava por parte de los moradores del lugar. Al final del día la policía se retiró. A las 18:00 horas el Secretario de Gobierno Humberto Benítez había reportado 33 policías heridos.
Al anochecer, el comisionado de la Agencia de Seguridad Estatal del Estado de México, Wilfrido Robledo, quien en el 2000 dirigió la toma de Ciudad Universitaria en el Distrito Federal y que fue nombrado a finales de 2009 director de la Policía Federal Ministerial, sobrevoló San Salvador Atenco y posteriormente propuso que los policías se dividieran en cinco contingentes para ingresar a la zona urbana por igual número de accesos, a fin de liberar a los 12 policías retenidos en el poblado y reabrir la circulación en la vía Texcoco-Lechería.
El diario La Jornada señala que su plan fue aceptado por el gobernador del Estado de México, Enrique Peña Nieto (priísta) a las 2 a. m. y contó con el apoyo del secretario de Seguridad Pública Federal, Eduardo Medina Mora (gobierno federal panista).

### Hechos del 4 de mayo
En la madrugada del día siguiente, al menos 3000 policías, 1500 estatales y 1500 federales tomaron por sorpresa a los 400 activistas que estaban de guardia en Atenco y ocuparon la población, gaseando, aplicando golpizas, destrozando viviendas y violando mujeres, como parte, según dice un artículo de la revista Yo Dona, de una estrategia gubernamental de tortura.
Durante estos hechos, el joven de 21 años, Alexis Benhumea fue herido de muerte al ser golpeado en la cabeza por una granada de gas lacrimógeno, falleciendo un mes después. La policía realizó 110 detenciones, para un total 217 en dos días, entre ellas 10 menores de edad, 5 extranjeros, y 145 de ellas consideradas arbitrarias. Los 5 extranjeros que laboraban en medios alternativos de comunicación, también fueron golpeados y además expulsados del país de manera irregular. Entre los arrestados hubo 26 mujeres que sufrieron de abuso sexual. La Dirección de Prevención y Readaptación Social del gobierno mexiquense reconoció que se requirió de al menos media docena de médicos para atender a los detenidos que presentaban lesiones, e incluso se recurrió a sicólogos para apoyar las tareas. Se reportaron 14 personas hospitalizadas en la capital mexiquense, en calidad de detenidas; tres de origen extranjero. Fuentes zapatistas señalan un total de hasta 290 heridos, muertos, desaparecidos o detenidos en los dos días. No se cuenta con datos del número de los policías afectados en esta jornada.
Ese mismo día, Ignacio del Valle y el ejidatario Felipe Álvarez Hernández fueron consignados al juez Luis Arias, pero no por los hechos del día antes, sino por la acusación del ya mencionado secuestro de Rosendo Rebollar del 8 de febrero anterior, según la causa penal 91/2006. A ambos les fue impedido hablar con sus abogados y fueron asistidos por defensores de oficio. Por ser considerado como grave el delito de secuestro, ninguno alcanzó el beneficio de la libertad bajo caución.
Las autoridades estatales convinieron con la Federación en recluir a Del Valle en el penal de máxima seguridad de La Palma, también localizado en Almoloya de Juárez.
Tanto Robledo Madrid como Humberto Benítez Treviño, Secretario General de Gobierno del Estado de México en ese momento, acusaron a Ignacio del Valle de homicidio, secuestro y delincuencia organizada. Para Robledo, merecía estar en La Palma, donde finalmente fue recluido, sin necesidad de ningún estudio que determinase su peligrosidad. Cabe señalar que no hubo posteriormente ninguna acusación formal por delito de homicidio.
Gilberto López y Rivas considera que la violencia de la represión en Atenco y Texcoco, así como las inusualmente largas condenas de cárcel impuestas a del Valle fueron en venganza de la rebeldía frente al estado mostrada por ellos a lo largo de los años y en especial por el asunto del aeropuerto.
Para Carlos Fazio, de La Jornada, el operativo en Atenco fue preparado directamente por la Policía Federal Preventiva, con conocimiento de Vicente Fox y conjetura que el motín de los atenquenses fue «inducido», según manuales sobre «operaciones especiales», o «sicológicas», de la Secretaría de la Defensa Nacional (Sedena). Como evidencia cita que las principales cadenas de radio y televisión estuvieron presentes para transmitir los hechos en «vivo» y «en directo» desde el 3 de mayo, cuando apenas horas antes se trataba de un incidente menor, el desalojo de 8 floristas y también, que estos medios dominantes estuvieron homosintonizados ambos días en destruir la imagen pública de los rebeldes y conseguir la aprobación popular de la represión.

## Condenas impuestas a del Valle y otros (2007-2008)
Posteriormente se sumó a la acusación el hecho de abril de 2006, relacionado con los cinco funcionarios de la SEP (ver “Retenciones” / “secuestros”).
Un año después, el 4 de mayo de 2007, Ignacio del Valle, y Felipe Álvarez, junto con Héctor Galindo, fueron condenados por el juez primero de lo penal con sede en Toluca, Alfredo Blas Hernández, a 67 años y 6 meses de prisión cada uno a permanecer en el mencionado penal federal del Altiplano. En estas causas también se involucró a la hija de Ignacio, América.
El 22 de agosto de 2008, el juez primero penal de Texcoco, Alberto Cervantes Juárez, agregó otros 45 años de cárcel. Esta segunda condena se le dio a del Valle ya propiamente por los hechos de Atenco, aunque en ese momento se hallaba en Texcoco, en trance de ser arrestado (ver Hechos del 3 de mayo). Asimismo, Cervantes dio penas de cárcel por casi 32 años de prisión a otros 10 atenqueses, todos miembros del FPDT, por secuestro y ataques a las vías generales de comunicación.

### Dureza de penas contra el secuestro y secuestro equiparado
En la década de los noventa se dio en México el recrudecimiento del delito de secuestro y desde 1995 el gobierno federal y los locales comenzaron a tomar nuevas medidas en contra de este delito con mayor o menor éxito. A del Valle le fueron aplicadas las sanciones contenidas en el Código Penal del Estado de México vigente (con reformas posteriores) desde el 20 de marzo del 2000. Desde ese momento, analistas de derechos humanos señalaron que estos endurecimientos de penas sería aprovechados para la criminalización de la protesta social Este sería en particular el caso de las condenas aplicadas a del Valle. También se argumenta que las retenciones hechas por los atenquenses no debían de ser equiparadas con secuestros.

## Exoneraciones a funcionarios públicos (2009)
El 11 de febrero de 2009, la Suprema Corte de Justicia de la Nación (SCJN) resolvió que el gobernador Enrique Peña Nieto y Eduardo Medina Mora, Secretario Federal de Seguridad Pública no tuvieron responsabilidad en las violaciones de garantías en San Salvador Atenco y Texcoco, estado de México. Determinaron que las autoridades que se reunieron para planear el operativo que se ejecutó no violaron los derechos humanos. Los argumentos dados fueron que no se puede hacer un listado amplio de responsables ya que se generaría impunidad y, al mismo tiempo, que no puede asignárseles una responsabilidad a quienes no tenían mando directo y efectivo de esas fuerzas.

## Liberación de Ignacio del Valle y otros (2010)
Finalmente, el 30 de junio de 2010, la primera sala de la Suprema Corte de Justicia de la Nación (SCJN) ordenó la liberación de los doce integrantes del FPDT (ver Condenas impuestas a del Valle y otros (2007-2008)) “por considerar que la Procuraduría General de Justicia del Estado de México (PGJEM) fincó las acusaciones contra los detenidos a partir de premisas falsas y endebles, además de que utilizó pruebas ilícitas para imputarles el delito de secuestro equiparado”.
En votación dividida (cuatro votos contra uno), los ministros concedieron el amparo en favor de Ignacio del Valle Medina, Felipe Álvarez Hernández y Héctor Galindo Gochicoa, recluidos en el penal de máxima seguridad del Altiplano. Los otros nueve inculpados recibieron el amparo por votación unánime.
Posteriormente, América del Valle, que ya había pedido asilo político a Venezuela, también fue exonerada.

## Actividades posteriores de Ignacio del Valle
El domingo 8 de mayo de 2011, en su primera participación en una marcha luego de su liberación, Ignacio del Valle se unió a la Marcha Nacional por la Paz que encabezó el poeta y escritor Javier Sicilia y que ese día culminó en el Zócalo de la Ciudad de México. Del Valle dijo que se unía a la protesta contra la inseguridad como una muestra de solidaridad del pueblo de Atenco.
El sábado 19 de mayo de 2012, se efectuó en la Ciudad de México una marcha contra el candidato priísta para las elecciones presidenciales del 1 de julio de 2012, Enrique Peña Nieto. Ignacio del Valle participó en esa marcha y en entrevista realizada durante la misma, capturada en video, denunció a Peña Nieto de criminal por ordenar la represión en Atenco, a los partidos políticos mexicanos de no ser representativos, al sistema político de México de caduco y corrupto e hizo un recuento de hechos recientes que calificó de represión contra estudiantes y activistas.
El 22 de octubre de 2014, Ignacio del Valle y su gente participaron en la marcha de las antorchas por los hechos de Ayotzinapa/Iguala, Guerrero, México. Del Valle declaró que lo de la Desaparición forzada en Iguala de 2014 no era un hecho circunstancial, sino algo permanente y que el pueblo ya debía decidir que hacer con sus gobernantes.

## Nuevo anuncio de un aeropuerto en Texcoco, en el gobierno de Enrique Peña Nieto (2014)
El 1 de junio de 2014, el comisario ejidal de San Salvador Atenco, Luis Quiroga, convocó una asamblea ejidal que votó a favor del cambio de uso de suelo y la introducción de la figura de dominio pleno en sus más de dos mil hectáreas, lo que significa pasar de un régimen ejidal a uno de propiedad privada, con lo que las tierras serían vendibles por parcelas individuales. El Frente Popular por la Defensa de la Tierra denunció esta asamblea como apócrifa, apoyada por militantes del PRI y familiares de ejidatarios que no radican en Atenco, ya que aprobaron el cambio de uso de suelo y el cambio de dominio pleno, sin la autorización de los integrantes del FPDT y la mayoría de propietarios de los ejidos. El Frente organización presentó un recurso de impugnación de la asamblea ante el Tribunal Unitario Agrario, por lo que las tierras están jurídicamente en conflicto.
El 3 de septiembre de 2014, el presidente Peña Nieto anunció que la construcción del aeropuerto en Atenco se llevaría a cabo.
Grupo Fórmula reporta la siguiente información:

Ignacio del Valle, líder del Frente de Pueblos en Defensa de la Tierra, consideró que la información sobre el nuevo aeropuerto es confusa, como ocurriera hace 13 años.
El líder de Frente de Pueblos en Defensa de la Tierra (FPDT) advirtió ‘el mismo desconcierto’ que ocurrió el 22 de octubre de 2001, por el anuncio de la construcción del nuevo Aeropuerto Internacional de la Ciudad de México. 
Ignacio del Valle, dirigente del FPDT, consideró que el lugar donde se construirá la terminal aérea ‘se maneja de manera oscura. Nunca ha sido precisa la información. Cuando nos tocó vivir esa experiencia en 2001-2002, ocultaron la verdad.’
Entrevistado en el noticiero ‘Contraportada’, Ignacio del Valle, indicó que el mapa exhibido este día por el gobierno de la República, ‘se ve cómo están invadiendo. Ya pusieron una caseta de vigilancia. Tiene que ver con esas tierras de una comunidad que pertenece al municipio de Atenco, al núcleo ejidal de Nexquipayac.’
Apuntó que ‘la misma posición que tuvimos en el 2001, es la misma que hoy tenemos. Las formas están en nuestro derecho de manifestarnos y agotar las vías legales. La consigna es defender la tierra hasta donde sea necesario.’